# Róth Márton
Róth Márton (Késmárk, 1841. augusztus 3. – Igló, 1917. február 25.) iglói főgimnáziumi tanár, a Magas-Tátra korabeli turistamozgalmának kiemelkedő alakja.

## Életrajza
Az általános iskolát és a gimnáziumot Késmárkon végezte, érettségi vizsgáját 1860-ban tette le. 1865-ben a sikeres tanári vizsgáját követően öt évig volt nevelő. 1870 és 1909 között az iglói gimnáziumban tanította a latin és német nyelveket, valamint a történelmet. Szerény és szelíd lelkű puritán embernek ismerték, aki az iglói társadalmi életben tevékenyen részt vett: az iglói evangélikus egyházközség presbitériumában, alelnöke volt a középiskolai tanáregyesület szepesi körének, valamint a Szepesi Tanítóegyesület tiszteletbeli tagjává választotta. Fontos szerepet játszott a Szepesi Szeretetház megalapításában. 1875-től tagja volt a Magyarországi Kárpát Egyesület (MKE) vezetőségének, majd 1878-tól az MKE Évkönyve szerkesztőbizottságának, utóbbi tisztet egészen haláláig betöltötte. Évekig volt az MKE Iglói osztályának alelnöke, feltárta és ismertette a Hernád áttörést. A poprádi Kárpát Múzeum munkatársaként is tevékenykedett, gazdagította annak leltárát, s szerkesztette a Kárpát Egyesület évkönyveit.
1858-ban egy társával együtt feljutott a Karó-tó felől a Fehér-tavi-csúcsra. Nevét a Magas-Tátrában a Roth Márton-csúcs, valamint a Hernád-áttörés környékén (Szlovák paradicsom) a Róth Márton-szurdok őrzi.

## Túrái
- Fehér-tavi-csúcs, a Karó-tó katlanából, (Róth M. egy társsal, 1858. július),

## Írásai
- Höhenverzeichniss einiger Punkte in der Zips, (MKE Évkönyve 1877.), magasságmérésről,
- Temperaturbeobachtungen eines Hochtouristen, (MKE Évkönyve 1888.), hőmérséklet megfigyelések,
- Beiträge zur Nomenklatur der Hohen Tátra, (MKE Évkönyve 1891.), tátrai helyinevekről.